# Hôtel du Gouverneur de l'Île-du-Prince-Édouard
L'hôtel du Gouverneur de l'Île-du-Prince-Édouard (anglais : Government House), aussi connue comme Fanningbank, est la résidence officielle du lieutenant-gouverneur de l'Île-du-Prince-Édouard ainsi que celle du monarque canadien à Charlottetown. Son adresse est 1 promenade Government. Bien que des édifices équivalents dans plusieurs pays soient situés à un endroit important et central dans la capitale, le site de l'hôtel du Gouverneur à l'Île-du-Prince-Édouard est surtout non identifiable à Charlottetown, paraissant être une maison privée.

## Histoire

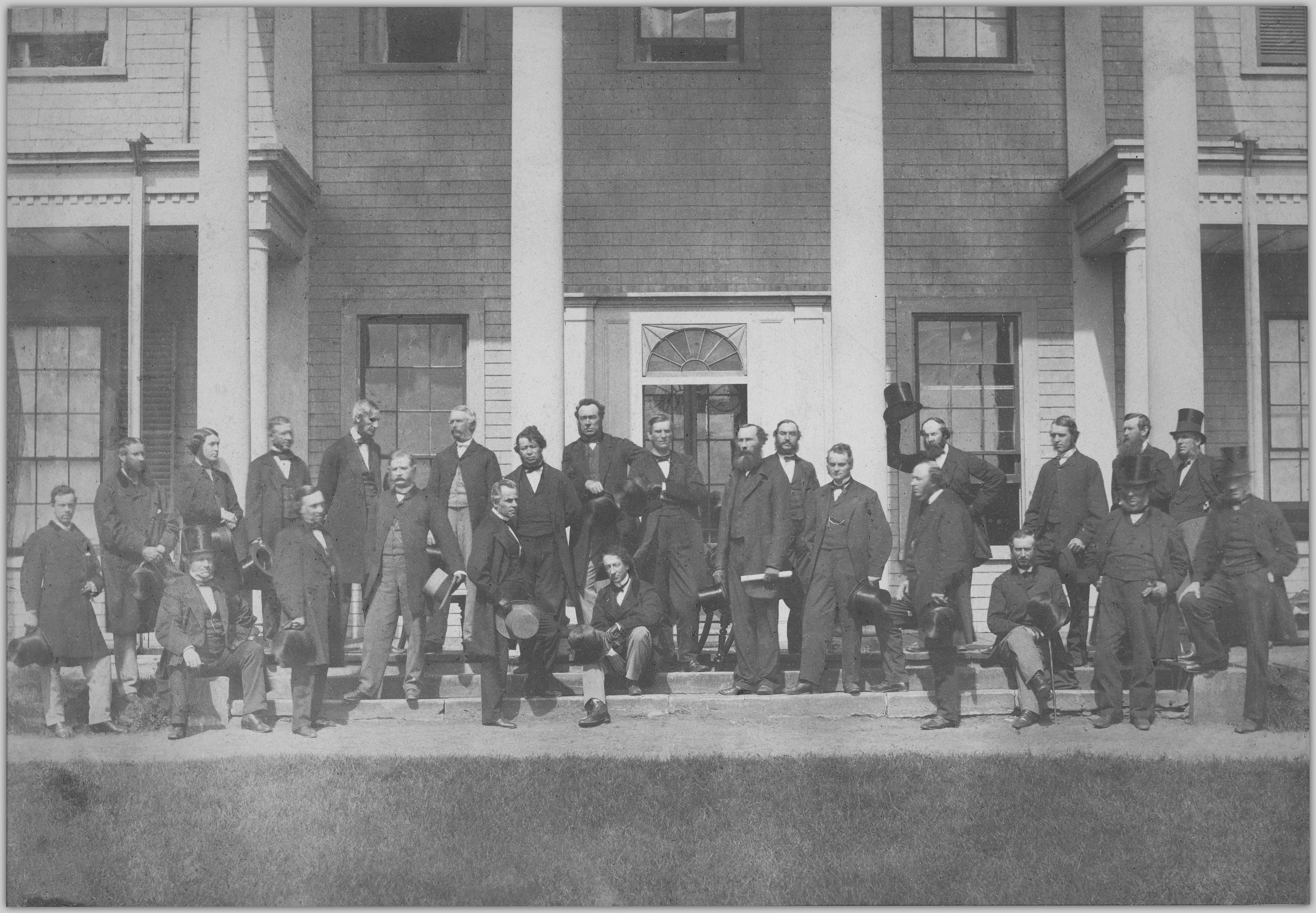
Les Pères de la Confédération dans l'escalier de Government House pour la Conférence de Charlottetown, 1864

L'hôtel du Gouverneur a été bâtie en 1834 comme une résidence du vice-roi pour le lieutenant-gouverneur de la colonie britannique de l'Île-du-Prince-Édouard. Le terrain, une partie (100 acres (0.40 km2)), connue comme Fanning Bank ou Fanning's Bank, fut en 1789, mis à part par le Lieutenant-gouverneur Edmund Fanning comme terre de la Couronne, avec la stipulation que le site fut utilisé pour la résidence du gouverneur. Éventuellement, environ 10 acres (40 000 mètres2) furent retenus pour la Government House et ses terres.
L'hôtel du Gouverneur fut désignée en tant que lieu historique national du Canada en 1971.

## Utilisation
L'hôtel du Gouverneur est où la Famille royale canadienne et des dignitaires étrangers sont accueillis et où souvent reste quant eux sont à Charlottetown. C'est aussi où plusieurs évènements royaux et vice-royaux ont lieu, comme où sont remis des récompenses provinciales ou des ordres de l'Île-du-Prince-Édouard, ainsi que des déjeuners, des dîners, des réceptions ou des discours. C'est aussi à la résidence royale que le lieutenant-gouverneur va dissoudre le parlement, assermenter les nouveaux membres du Conseil exécutif (en) et les entretiens avec le premier ministre.
La propriété appartient à la reine en droit de l'Île-du-Prince-Édouard (en) et est ouvert au public plusieurs fois durant l'été.

## Architecture et l'intérieur
La conception de l'architecture de l'édifice de bois est l'georgienne avec des répercussions de la tradition palladianisme. Les deux axes de la maison converge au hall d'entrée principale, qui a des colonnes doriques et pilastres, ainsi que deux escaliers qui vont au deuxième étage. La résidence fut conçue par l'architecte de Yorkshire, Isaac Smith, qui a aussi conçut les édifices coloniaux de l'île.